# Paz de Río
Paz de Río est une municipalité située dans le département de Boyacá, en Colombie.